# عمر رضا کحاله
عمر رضا کَحّاله (۱۹۰۵ - ۱۹۸۷) نویسنده و تاریخ‌نگار سوری بود.

## آثار
- معجم المؤلفین
- الأدب العربی فی الجاهلیة والإسلام
- أعلام النساء فی عالمی العرب والإسلام
- إفریقیة الغربیة والبریطانیة
- اللغة العربیة وعلومها
- الألفاظ المعربة والموضوعة آلتی وردت فی مجلة المجمع العلمی العربی
- العلوم البحتة فی العصور الإسلامیة
- التاریخ والجغرافیة فی العصور الإسلامیة
- جغرافیة شبه جزیرة العرب
- جولة فی ربوع التربیة والتعلیم
- الحب
- دراسات اجتماعیة فی العصور الإسلامیة
- الزواج
- الزنا ومکافحته
- سیف‌الله خالد بن الولید
- الطلاق
- علوم الدین الإسلامی
- العالم الإسلامی
- العرب من هم وما قیل فیهم
- الفلسفة الإسلامیة وملحقاتها
- الفنون الجمیلة فی العصور الإسلامیة
- المرأة فی عالمی العرب والإسلام
- المرأة فی القدیم والحدیث
- مقدمات ومباحث فی العصور الإسلامیة
- معجم قبائل العرب القدیمة والحدیثة
- المنتخب من مخطوطات المدینة المنورة
- النسل والعنایة به